# Tarsem Singh
Tarsem Singh Dhandwar, född 26 maj 1961, är en indisk filmregissör. 

## Biografi
Tarsem Singh föddes 1961 i en sikhisk familj i Jalandhar, Punjab i norra Indien som son till en flygplansingenjör. Efter studier i Delhi och Pasadena inledde han sin karriär med att regissera musikvideor åt bland annat En Vogue, Deep Forest och R.E.M.. Tarsem har dessutom regisserat reklamvideor åt bland annat Nike, Pepsi och Coca-Cola.
År 2000 släpptes Tarsems filmdebut The Cell, med bland annat Jennifer López i huvudrollen. The Cell uppföljdes av The Fall år 2006, Immortals 2011 och Spegel, Spegel 2012. År 2015 släpptes hans film Self/less, en science fiction-thriller.

## Filmografi
- The Cell (2000)
- The Fall (2006)
- Immortals (2011)
- Spegel, Spegel (2012)
- Marco Polo (2014)